# 高新中学駅伝競走大会
高新中学駅伝競走大会（こうしんちゅうがくえきでんきょうそうたいかい）とは、高知新聞社、高知県中学校体育連盟、高知陸上競技協会の主催により行われる高知県の中学校対抗の駅伝大会である。

## 概要
昭和26年に第1回大会が開催されて以来、距離やコースの変更、平成5年からの女子の部の創設を経て、現在も継続して開催されている。第1回大会は、15校22チームの参加により開催されたが、その後、出場チーム数は徐々に増加し、第32回大会が開催される頃には40近くものチームが出場するようになった。そのため、後述するように、第33回大会より県内5地区において地区予選を行うようになった。第19回から第42回までの間は、前半と後半とに分けてレースが行われた。第43回大会からは、日本陸上競技連盟の指導により、区間距離が短縮された。第44回大会からは、平成5年より始まった全国中学校駅伝大会の高知県予選を兼ねて開催されている。これまでに愛宕、三里、大方、窪川、香我美の5校が3連覇を達成していたが、2013年に香我美中学校が大会新記録となる4連覇を達成し、2014年には5連覇にまで記録を伸ばしている。

## 地区予選
第33回大会より、県内を以下の5つのブロックに分けて地区予選を行い、各地区上位6校合計30校が県大会への出場権を得るようになっている。
- 安芸地区（安芸市、室戸市、安芸郡）
- 香長地区（南国市、土佐郡、長岡郡、香美市、香南市）
- 高知地区（高知市）
- 高吾地区（吾川郡、土佐市、須崎市、高岡郡）
- 幡多地区（四万十市、宿毛市、土佐清水市、幡多郡）

## 区間・コース
- 第1回～第2回　（6区間、23.0km）
  1. 高知新聞社前－朝倉駅前（5.0km）
  2. 朝倉駅前－宇治（2.5km）
  3. 宇治－伊野椙本神社前（4.0km）
  4. 伊野椙本神社前－宇治（4.0km）
  5. 宇治－朝倉駅前（2.5km）
  6. 朝倉駅前－高知新聞社前（5.0km）
- 第3回　（6区間、27.4km）
  1. 高知新聞社前－高知市鴨部（7.0km）
  2. 高知市鴨部－宇治（3.5km）
  3. 宇治－伊野町波川（4.7km）
  4. 伊野町波川－宇治（4.7km）
  5. 宇治－高知市鴨部（3.5km）
  6. 高知市鴨部－高知新聞社前（4.0km）
- 第4回～第9回　（6区間、36.7km）
  1. 高知新聞社前－朝倉駅前（8.1km）
  2. 朝倉駅前－伊野駅前（5.8km）
  3. 伊野駅前－日下駅前（6.0km）
  4. 日下駅前－伊野駅前（6.0km）
  5. 伊野駅前－朝倉駅前（5.8km）
  6. 朝倉駅前－高知新聞社前（5.0km）
- 第10回　（6区間、36.1km）
  1. 高知新聞社前－高知市高須（8.1km）
  2. 高知市高須－住吉通（5.8km）
  3. 住吉通－、野市小学校前（6.0km）
  4. 野市小学校前－住吉通（6.0km）
  5. 住吉通－高知市高須（5.8km）
  6. 高知市高須－高知新聞社前（4.4km）
- 第11回　（8区間、49.3km）
  1. 高知新聞社前－高知市高須新木（8.6km）
  2. 高知市高須新木－高知市大津舟戸（1.8km）
  3. 高知市大津舟戸－後免町駅前（4.9km）
  4. 後免町駅前－香我美町岸本（10.0km）
  5. 岸本－月見山折り返し－岸本（2.0km）
  6. 岸本－野市（5.0km）
  7. 野市－南国市篠原（7.0km）
  8. 南国市篠原－高知新聞社前（10.0km）
- 第12回～第16回　（8区間、50.2km）
  1. 高知新聞社前－朝倉駅前（8.7km）
  2. 朝倉駅前－伊野駅前（5.8km）
  3. 伊野駅前－伊野町波川（1.8km）
  4. 伊野町波川－日下駅前（4.6km）
  5. 日下駅前－加茂駅前折り返し－日下駅前（10.4km）
  6. 日下駅前－伊野駅前（6.6km）
  7. 伊野駅前－枝川小学校前（2.6km）
  8. 枝川小学校前－高知新聞社前（9.6km）
- 第17回～第27回　（8区間、42.195km）
  1. 高知新聞社前－中山通電停前（8.0km）
  2. 中山通電停前－千本杉（6.0km）
  3. 千本杉－日下大橋（2.0km）
  4. 日下大橋－佐川町長竹（5.0975km）
  5. 佐川町長竹－千本杉（7.0975km）
  6. 千本杉－伊野商業高校西（5.0km）
  7. 伊野商業高校西－枝川小学校前（2.0km）
  8. 枝川小学校前－高知新聞社前（7.0km）
- 第28回～第42回　（8区間、42.195km）
  1. 高知新聞社前－もみじの台団地前（7.0km、3年）
  2. もみじの台団地前－南国市大埇（市民体育館入口）（3.0km、1年）
  3. 南国市大埇（市民体育館入口）－野市町西野（5.0km、2年）
  4. 野市町西野－月見山東（6.0975km、2年）
  5. 月見山東－手結港入口折り返し－野市町馬袋（7.0975km、3年）
  6. 野市町馬袋－南国市田村（4.0km、2年）
  7. 南国市田村－井上特殊鋼前（3.0km、1年）
  8. 井上特殊鋼前－知寄町3丁目（ボウル葛島前）（7.0km、3年）
- 第43回～第47回　（8区間、33.0km）
  1. 高知新聞社前－高知市高須（はるやま前）（5.0km、2～3年）
  2. 高知市高須（はるやま前）－高知市介良野（3.0km、1年）
  3. 高知市介良野－南国市大埇東（日和崎石油）（4.0km、2～3年）
  4. 南国市大埇東（日和崎石油）－龍河洞入口東（4.0km、2～3年）
  5. 龍河洞入口東－香南消防署折り返し－野市町西野（5.0km、2～3年）
  6. 野市町西野－南国市大埇（南国病院前）（4.0km、2～3年）
  7. 南国市大埇（南国病院前）－介良中野団地入口（3.0km、1年）
  8. 介良中野団地入口－知寄町3丁目（ボウル葛島前）（5.0km、2～3年）
- 第48回～第*回　（7区間、20.0km）
  1. 高知新聞社前－高知市小倉町（コスモ石油前）（3.0km、2～3年）
  2. 高知市小倉町（コスモ石油前）－高知市介良（洋服の青山前）（3.0km、2～3年）
  3. 高知市介良（洋服の青山前）－南国市明見（ミロク入口東）（3.0km、2～3年）
  4. 南国市明見（ミロク入口東）－南国市田村（日和崎石油東）（3.0km、2～3年）
  5. 南国市田村（日和崎石油東）－野市町西野（くいしんぼ如月前）（3.0km、2～3年）
  6. 野市町西野（くいしんぼ如月前）－野市町東野（平和ハイヤー前）（2.0km、1年）
  7. 野市町東野（平和ハイヤー前）－香我美町岸本（平和観光車庫）（3.0km、2～3年）
- 第*回～　（6区間、18.0km、春野運動公園周回コース）

## 歴代入賞校
| 回数   | 開催日           | 優 勝    | 第2位    | 第3位    | 第4位    | 第5位    | 第6位  |
| ------ | ---------------- | -------- | -------- | -------- | -------- | -------- | ------ |
| 第1回  | 昭和26年3月11日  | 城北A    | 昭和A    | 城西C    | 城東A    | 城北B    | 鏡     |
| 第2回  | 昭和27年3月16日  | 昭和A    | 城北A    | 城西A    | 城東A    | 安 芸    | 諸 木  |
| 第3回  | 昭和28年3月1日   | 諸木A    | 南海A    | 伊野A    | 弘岡A    | 昭和A    | 城 西  |
| 第4回  | 昭和29年3月7日   | 南海A    | 昭和A    | 伊野A    | 井ノ口   | 弘岡A    | 三 里  |
| 第5回  | 昭和30年3月6日   | 井ノ口   | 南海A    | 伊野A    | 昭和A    | 佐 川    | 朝倉A  |
| 第6回  | 昭和31年3月3日   | 昭和A    | 城北B    | 佐 川    | 井ノ口   | 南 海    | 城西A  |
| 第7回  | 昭和32年3月3日   | 城北A    | 平和A    | 城東A    | 伊野A    | 南 海    | 愛宕A  |
| 第8回  | 昭和33年3月2日   | 城東A    | 伊野A    | 南 海    | 田の浦   | 城北A    | 潮江A  |
| 第9回  | 昭和34年3月8日   | 田の浦   | 伊野A    | 久 礼    | 城東A    | 城北A    | 平 和  |
| 第10回 | 昭和35年2月21日  | 伊野A    | 城東A    | 愛宕A    | 須 崎    | 安 芸    | 小筑紫 |
| 第11回 | 昭和36年3月5日   | 伊野A    | 愛 宕    | 山 奈    | 芸 西    | 潮 江    | 赤 岡  |
| 第12回 | 昭和37年2月25日  | 愛 宕    | 城 東    | 伊野B    | 潮 江    | 伊野A    | 東 川  |
| 第13回 | 昭和38年2月10日  | 愛 宕    | 伊 野    | 城 東    | 須 崎    | 一 宮    | 安 芸  |
| 第14回 | 昭和39年2月9日   | 愛宕A    | 伊尾木   | 安 芸    | 城 東    | 川 北    | 中 村  |
| 第15回 | 昭和40年2月14日  | 安 芸    | 愛宕A    | 大 方    | 城 北    | 伊野A    | 井ノ口 |
| 第16回 | 昭和41年2月13日  | 安 芸    | 日 下    | 大 方    | 愛宕A    | 清水ヶ丘 | 大 栃  |
| 第17回 | 昭和42年1月22日  | 東 又    | 大 方    | 安 芸    | 清水ヶ丘 | 室 戸    | 大 栃  |
| 第18回 | 昭和43年1月28日  | 下 田    | 鏡 野    | 羽 根    | 日 下    | 船 戸    | 安 芸  |
| 第19回 | 昭和44年1月26日  | 東津野   | 香我美   | 安 芸    | 朝ヶ丘   | 清水ヶ丘 | 大 方  |
| 第20回 | 昭和45年1月25日  | 朝ヶ丘   | 安 芸    | 東津野   | 清水ヶ丘 | 室 戸    | 香我美 |
| 第21回 | 昭和46年1月24日  | 大 方    | 清水ヶ丘 | 日 下    | 安 芸    | 朝ヶ丘   | 神 谷  |
| 第22回 | 昭和47年1月23日  | 大 方    | 月 灘    | 東津野   | 奈半利   | 清水ヶ丘 | 郷     |
| 第23回 | 昭和48年1月28日  | 清水ヶ丘 | 三 里    | 大 方    | 日 下    | 鏡 野    | 朝ヶ丘 |
| 第24回 | 昭和49年1月20日  | 三 里    | 清水ヶ丘 | 日 下    | 奈半利   | 大奈路   | 城 北  |
| 第25回 | 昭和50年1月19日  | 三 里    | 大奈路   | 西 部    | 馬 路    | 日 下    | 香 長  |
| 第26回 | 昭和51年1月18日  | 三 里    | 東津野   | 大 方    | 西 部    | 馬 路    | 蕨 岡  |
| 第27回 | 昭和52年1月16日  | 西 部    | 東津野   | 三 里    | 芸 西    | 大 方    | 伊 野  |
| 第28回 | 昭和53年1月15日  | 西 部    | 春 野    | 安 芸    | 三 里    | 芸 西    | 伊 野  |
| 第29回 | 昭和54年1月21日  | 窪 川    | 春 野    | 西 部    | 東津野   | 安 芸    | 片 島  |
| 第30回 | 昭和55年1月20日  | 春 野    | 安 芸    | 片 島    | 伊 野    | 清水ヶ丘 | 大 方  |
| 第31回 | 昭和56年1月18日  | 下 田    | 清水ヶ丘 | 伊 野    | 鏡 野    | 安 芸    | 一 宮  |
| 第32回 | 昭和57年1月17日  | 下 田    | 月 灘    | 一 宮    | 清水ヶ丘 | 春 野    | 吉 野  |
| 第33回 | 昭和58年1月16日  | 月 灘    | 下 田    | 香 長    | 下川口   | 下ノ加江 | 窪 川  |
| 第34回 | 昭和59年1月15日  | 中 村    | 香 長    | 清水ヶ丘 | 下 田    | 清 水    | 宿 毛  |
| 第35回 | 昭和60年1月13日  | 下 田    | 香 長    | 清 水    | 中 村    | 伊 野    | 宿 毛  |
| 第36回 | 昭和61年1月12日  | 香 長    | 清 水    | 宿 毛    | 一 宮    | 伊 野    | 大 方  |
| 第37回 | 昭和62年1月18日  | 清 水    | 香 長    | 弘 見    | 安 芸    | 室 戸    | 一 宮  |
| 第38回 | 昭和63年1月17日  | 土佐町   | 清 水    | 窪 川    | 香 長    | 弘 見    | 佐 賀  |
| 第39回 | 平成1年1月15日   | 大 方    | 窪 川    | 香 長    | 室 戸    | 弘 見    | 土佐町 |
| 第40回 | 平成2年1月14日   | 大 方    | 香 長    | 弘 見    | 窪 川    | 宿 毛    | 室 戸  |
| 第41回 | 平成3年1月13日   | 大 方    | 田 野    | 黒 岩    | 佐 賀    | 土佐町   | 弘 見  |
| 第42回 | 平成4年1月12日   | 北 陵    | 大 方    | 香 長    | 宿 毛    | 黒 岩    | 弘 見  |
| 第43回 | 平成5年1月17日   | 香 長    | 宿 毛    | 北 陵    | 大 方    | 鏡 野    | 十 川  |
| 第44回 | 平成5年11月21日  | 香 長    | 大 方    | 鏡 野    | 中 村    | 北 陵    | 土佐町 |
| 第45回 | 平成6年11月27日  | 片 島    | 香 長    | 土佐町   | 三 原    | 田 野    | 中 村  |
| 第46回 | 平成7年11月26日  | 中 村    | 窪 川    | 香 長    | 清 水    | 片 島    | 土佐町 |
| 第47回 | 平成8年11月24日  | 中 村    | 窪 川    | 一 宮    | 片 島    | 佐 賀    | 中 筋  |
| 第48回 | 平成9年11月23日  | 窪 川    | 中 村    | 一 宮    | 佐 賀    | 加 茂    | 片 島  |
| 第49回 | 平成10年11月29日 | 窪 川    | 介 良    | 佐 賀    | 中 村    | 奈半利   | 香 長  |
| 第50回 | 平成11年11月21日 | 窪 川    | 奈半利   | 介 良    | 佐 川    | 西土佐   | 片 島  |
| 第51回 | 平成12年11月26日 | 奈半利   | 伊 野    | 香 長    | 佐 賀    | 介 良    | 愛 宕  |
| 第52回 | 平成13年11月*日  | 東津野   |          |          |          |          |        |
| 第53回 | 平成14年11月*日  | 窪 川    |          |          |          |          |        |
| 第54回 | 平成15年11月*日  | 西土佐   |          |          |          |          |        |
| 第55回 | 平成16年11月*日  | 西土佐   |          |          |          |          |        |
| 第56回 | 平成17年11月27日 | 鏡 野    | 北 陵    | 西土佐   | 大 方    | 春 野    | 東津野 |
| 第57回 | 平成18年11月26日 | 佐 賀    | 宿毛東   | 香 長    | 鏡 野    | 一 宮    | 大 方  |
| 第58回 | 平成19年11月*日  | 宿毛東   | 大 月    | 大 津    | 北 陵    | 香 長    | 片 島  |
| 第59回 | 平成20年11月23日 | 安 田    | 香 長    | 中 村    | 十 川    | 朝ヶ丘   | 中村西 |
| 第60回 | 平成21年11月22日 | 香 長    | 十 川    | 大 月    | 宿毛東   | 片 島    | 芸 西  |
| 第61回 | 平成22年11月14日 | 香我美   | 香 長    | 宿 毛    | 宿毛東   | 清水ヶ丘 | 芸 西  |
| 第62回 | 平成23年11月20日 | 香我美   | 県立中村 | 香 長    | 宿毛東   | 北 陵    | 朝ヶ丘 |
| 第63回 | 平成24年11月18日 | 香我美   | 清水ヶ丘 | 大 月    | 北 陵    | 芸 西    | 須 崎  |
| 第64回 | 平成25年11月17日 | 香我美   | 北 陵    | 須 崎    | 香 長    | 清水ヶ丘 | 一 宮  |
| 第65回 | 平成26年11月9日  | 香我美   | 香 長    | 清水ヶ丘 | 北 陵    | 大 月    | 鏡 野  |